# Rijekas tekniska högskola
Rijekas tekniska högskola eller Tekniska högskolan i Rijeka (kroatiska: Veleučilište u Rijeci) är en teknisk högskola i Rijeka i Kroatien. Den etablerades år 1998 och är bredvid Rijekas universitet och Handelshögskolan stadens tredje lärosäte för högre studier. Rijekas tekniska högskola är en av landets största tekniska institutioner och har underavdelningar i Poreč, Pazin, Pula, Otočac, Gospić och Ogulin.  

## Lärarkår och studenter
Läsåret 2013 hade högskolan totalt 3 503 studenter varar 1 489 helårsstudenter. Samma läsår uppgick lärarkåren till 124 lärare varav 54 lärare var heltidsanställda. De heltidsanställda lärarna stod för 74 procent av undervisningen.

## Avdelningar och utbildning
Högskolan är indelad i flera avdelningar, däribland:
- Affärsavdelningen
- Arbetsskyddsavdelningen
- Jordbruksavdelningen
- Telematikavdelningen
- Transportavdelningen

## Byggnader och anläggningar
Den tekniska högskolans huvudbyggnad i Rijeka är belägen på adressen "Vukovarska ulica 58" (Vukovargatan 58) i stadsdelen Banderovo nordväst om stadskärnan. Högskolans aktiviteter utförs på en yta som täcker 5 834 kvadratmeter och inkluderar bland annat studielokaler och serviceområde.